# Veto
Ein Veto (lateinisch vetō „ich verbiete“ – mit kurzem e) ist das Einlegen eines Einspruches, das innerhalb eines formell definierten Rahmens geschieht und damit Entscheidungen aufschieben oder ganz blockieren kann.
Im Gegensatz zur landläufigen Meinung war der Ausdruck bei den Römern aber noch nicht gebräuchlich; der lateinische Begriff dafür war intercessio („Dazwischentreten“) und war eine Rechtsfolge des ius intercedendi, welches in der Magistratur den Amtsträgern als Rechtsmittel zur Verfügung stand.
Der Begriff stammt erst aus der polnischen Verfassung des 17./18. Jahrhunderts (s. u.).
Das Vetorecht eröffnet in der Regel einer Minderheit die Möglichkeit, gegen den Willen einer Mehrheit ein Verfahren zu beenden, ein Gesetz oder eine Entscheidung zu verhindern.
Je nach der Dauer des dadurch erreichten Aufschubs unterscheidet man zwei Arten von Veto:
- aufschiebendes Veto (auch suspensives Veto): Ein solches Veto verliert seine Wirkung, wenn dasselbe oder ein neu gewähltes Parlament den ursprünglichen Beschluss, eventuell mit einer qualifizierten Mehrheit, wiederholt, oder verschiebt nur das Inkrafttreten des Gesetzes.
- absolutes Veto, wodurch ein Beschluss endgültig verhindert wird.

## Beispiele
Das (gewöhnlich suspensive) Vetorecht gehört zu den Vorrechten vieler Staatsoberhäupter:
- der König von Frankreich besaß es nach der Verfassung von 1791
- auch der Präsident der USA kann gegen ihm missliebige Beschlüsse des Kongresses ein Veto einlegen, welches jedoch durch eine Zweidrittelmehrheit beider Kongresshäuser aufgehoben werden kann, worauf das Gesetz unmittelbar in Kraft tritt. Das gleiche Recht haben der polnische und der tschechische Staatspräsident.
- die Gouverneure der US-Bundesstaaten haben ebenfalls ein Vetorecht. Fast alle Gouverneure haben darüber hinaus noch die Option von einem Line-Item-Veto Gebrauch zu machen, was dem Präsidenten auf Bundesebene nicht möglich ist. Dieses erlaubt es, nur gegen einzelne Passagen in Gesetzesvorlagen Widerspruch einzulegen. Die Parlamente der Bundesstaaten können Vetos des Gouverneurs zurückweisen, meist mit einer Zweidrittelmehrheit.
- der Fürst von Liechtenstein besitzt absolutes Vetorecht gegen Parlamentsbeschlüsse und Volksbeschlüsse.

Im Weltsicherheitsrat der UNO haben die fünf ständigen Mitglieder (die Volksrepublik China, das Vereinigte Königreich Großbritannien und Nordirland, die Französische Republik, die Russische Föderation und die Vereinigten Staaten von Amerika) ein absolutes Vetorecht.
In Deutschland kann der Bundesrat gegen jedes vom Deutschen Bundestag verabschiedete Gesetz ein Veto einlegen. Bei manchen Gesetzen kann dieses Veto vom Bundestag überstimmt werden, dies wird als suspensives Veto (Einspruchsgesetz) bezeichnet, ein zustimmungsbedürftiges Gesetz hingegen hat ein absolutes Vetorecht. Der Bundespräsident der Bundesrepublik nimmt eine Sonderstellung ein: Er ist durch die Verfassung nicht explizit mit einem Vetorecht ausgestattet, kann aber seine Unterschrift unter einem von ihm beanstandeten Gesetz verweigern. Da ein Gesetz nur nach Unterzeichnung durch den Bundespräsidenten oder dessen Stellvertreter rechtsgültig werden kann, besitzt der Bundespräsident hierdurch eine dem Veto zumindest ähnliche Kompetenz. Zu den Details und Konsequenzen siehe Bundespräsident (Deutschland).
Ebenfalls eine Form von Vetorecht ist das im schweizerischen Verfassungsrecht verankerte Recht des Volkes, gegen Behördenbeschlüsse nachträglich eine Volksabstimmung zu erzwingen, die den beanstandeten Beschluss wieder aufheben kann (siehe Referendum). Diese Institution wurde deshalb zur Zeit ihrer Einführung im 19. Jahrhundert auch „Volksveto“ genannt.
Der österreichische Bundesrat hat in den meisten Materien nur ein suspensives Veto, das vom Nationalrat per Beharrungsbeschluss übergangen werden kann. Lediglich in einigen Materien, z. B., wenn die Rechte des Bundesrates verändert werden sollen, steht ihm ein absolutes Veto (auch: Zustimmungsrecht) zu. Umstritten ist ein Vetorecht des Bundespräsidenten, siehe Bundespräsident (Österreich).
De facto eine Veto-Position hat jeder Beteiligte eines einstimmigen Gremiums inne. Beispielsweise können militärische Einsätze der NATO oder im Rahmen der Europäischen Union im Europäischen Rat durch eine einzelne Gegenstimme verhindert werden.
Im Sejm, dem polnischen Parlament, gab es im 17. und 18. Jahrhundert das Liberum Veto, bei dem jeder einzelne Adelige ein Vetorecht besaß, was den Sejm effektiv zum Erliegen brachte, da jede unliebsame Entscheidung durch einen einzelnen Abgeordneten gekippt werden konnte.